# Cervecería Regional
Cervecería Regional C.A. es una empresa venezolana encargada de fabricar cervezas y bebidas a base de malta, fundada en 1929, y  con su sede principal en Maracaibo, Zulia.
Hasta 1997 fue patrocinador de los equipos Águilas del Zulia y Petroleros de Cabimas (luego Pastora de Occidente). Desde 2013 pasó a ser patrocinador de los equipos Tiburones de La Guaira, Leones del Caracas y Tigres de Aragua (hasta 2017).

## Historia
El 14 de mayo de 1929, nace en Maracaibo la Compañía Anónima Cervecería Regional, una empresa conformada en ese entonces por 41 accionistas, entre personas y firmas comerciales. Los principales eran: Felipe Amado, Amílcar Morales, Martínez & Atencio y Emiro A. Pérez & Co. En esa época, los estatutos de la empresa establecían que para ser accionista se requería ser propietario, en el estado Zulia, de establecimientos que comerciaran con cerveza; de manera que la distribución de los productos estaba garantizada. 
El primer presidente de Cervecería Regional fue Felipe Amado y el vicepresidente Amílcar Morales. La planta se construyó a metros de las orillas del Lago de Maracaibo, con equipos y maquinarias alemanes y su actividad se concentró en los estados occidentales del país. 
Su ubicación fue estratégica, ya que facilitó el suministro de materias primas desde Europa y el despacho de sus productos por vía marítima, lacustre o fluvial. El maestro cervecero venido de Alemania, fue Franz Budell, conocido popularmente como Don Pancho.
La empresa empezó con un capital de dos millones de bolívares y una capacidad de producción de 3 millones de litros anuales. Ingresaron al mercado zuliano tres nuevas bebidas con la marca Regional: cerveza, malta y nutrimalta. Además de cerveza y malta, produjo helados por un tiempo. La calidad de su cerveza le valió la Medalla de Oro en la Exposición Internacional de París en 1937, siendo la única en el país en ostentar ese galardón.
En 1990 inauguraron su planta de tratamientos de aguas residuales y lanzaron la botella retornable con tapa giratoria.
En 1992, el Grupo Cisneros compra Cervecería Regional y le da un nuevo impulso al hacer una enorme inversión para lograr expandir el mercado hacia el Anzoátegui, Aragua, Barinas, Bolívar, Carabobo, Cojedes, Distrito Capital, Guárico, Lara, Miranda y Nueva Esparta.
En noviembre de 1994 pactó una alianza con la empresa canadiense Labatt, inaugurando en 1997 la segunda planta de Cervecería Regional en Cagua, Estado Aragua, que posee ocho líneas y para la elaboración de malta y todas las marcas de cerveza. Igualmente se mejora la planta de Maracaibo. Con estos logros en 1997 ocupa el 7.7% del mercado nacional, con una producción de 101 a 131 millones de litros anuales. 
En 2000 presenta la cerveza Regional Light y se destaca en el esquema de ser comercializada en botella transparente. El segmento de cervezas Light se expande por todo el país, y Regional pasa a ser la marca con mayor participación y La Catira se convierte en su imagen. Regional Light es actualmente la cerveza más importante del portafolio de productos de Cervecería Regional, el cual incluye también Regional Pilsen, Malta Regional, Cerveza Zulia (que ingreso en 2012).
En noviembre de 2002, la Revista Poder y las empresas Booz Allen & Hamilton y Egon Zhender International le otorgan el premio Latin American Business Awards, como la empresa de mayor crecimiento y proyección en Venezuela.

En 2006 modificó su fórmula y estrena una nueva imagen. En 2009 lanza el producto Malta Regional Kolita, mezcla de malta con bebida sabor colita. 

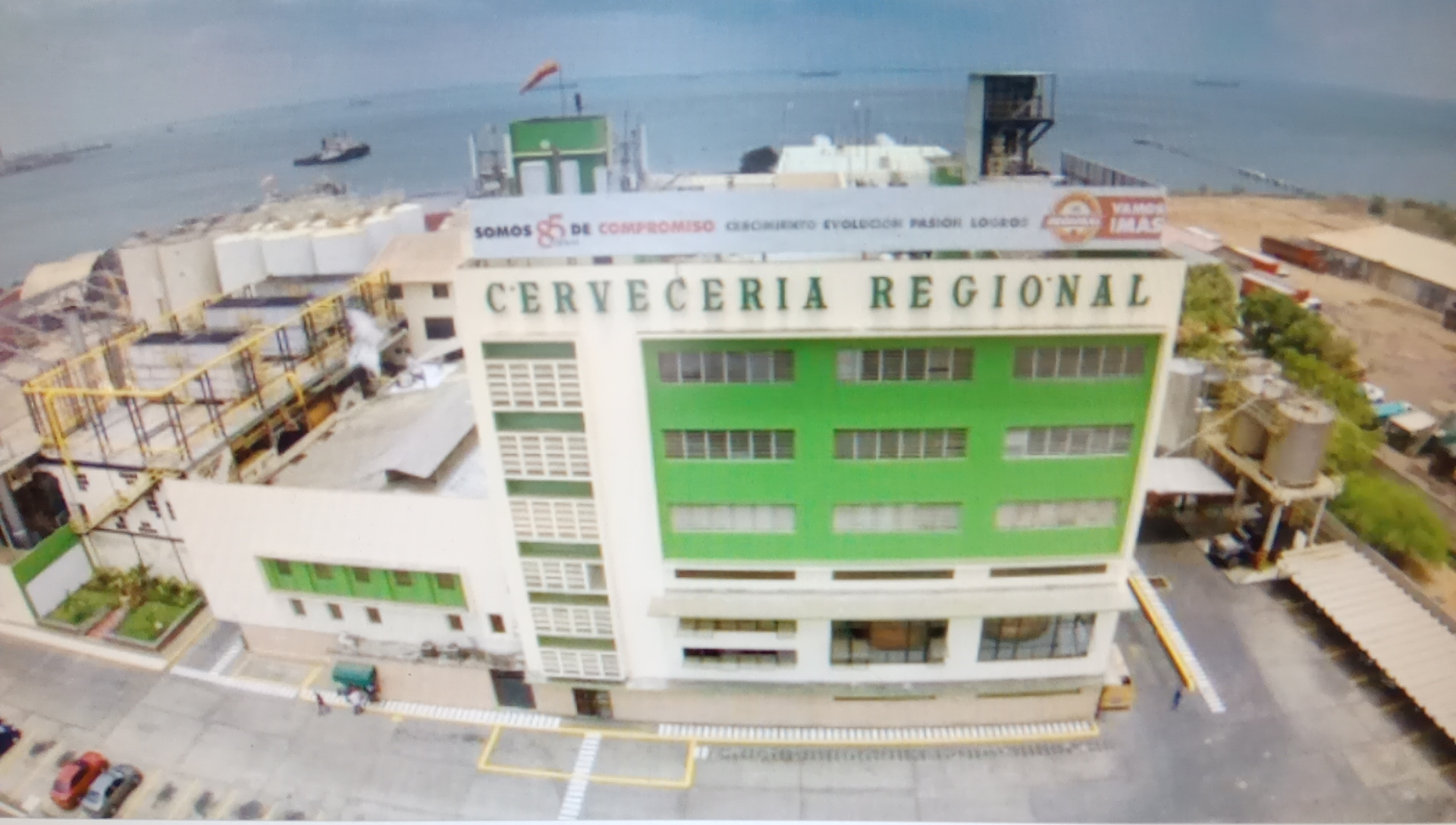
Edificio sede de la Cervecería Regional en 2021.

En 2010 la brasileña AmBev y Cervecería Regional anunciaron un proceso de integración de sus operaciones en Venezuela, para mejorar sus posibilidades de competencia, donde Regional tendría una participación del 85 por ciento en la nueva empresa, mientras que AmBev se quedará con el 15 por ciento restante. En 2012, Regional adquiere los derechos de fabricación y distribución de Cerveza Zulia, lanzada en 2008 por AmBev Venezuela (la cual cesaría operaciones al año siguiente).
En noviembre de 2013 se vuelve a rediseñar la estampa de Malta Regional. Entre 2015 a 2017 la empresa sufre problemas con el suministro de cebada debido a la crisis económica en Venezuela. En 2016 la empresa es presidida por Andrés Cisneros.
Actualmente Cervecería Regional es la empresa cervecera con mayor tradición en Venezuela, con una capacidad instalada de producción de 47 millones de litros de cerveza mensuales en las que se procesan Malta Regional y cuatro marcas de cerveza: Regional Light, Regional Pilsen, Zulia y Morena.

## Productos

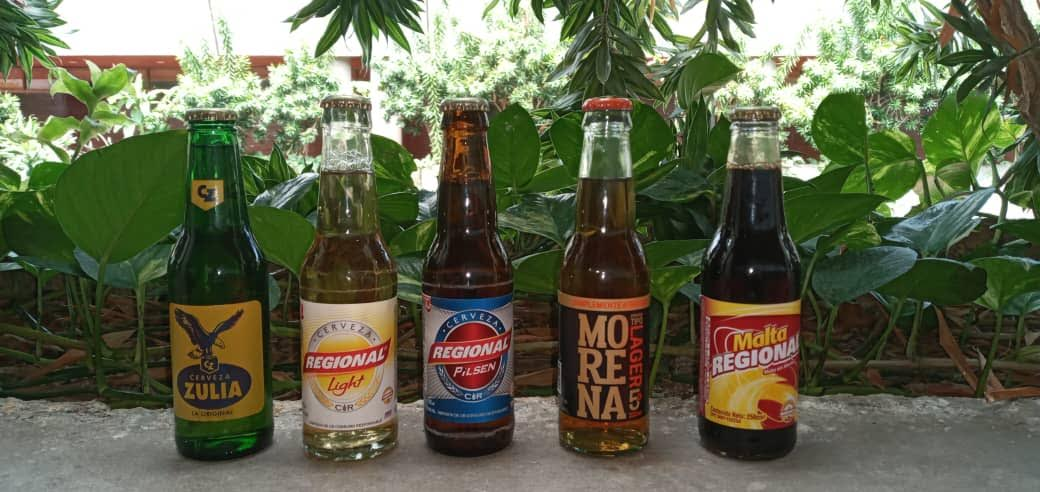
Presentación en botella de los productos de Cervecería Regional.

- Cerveza Zulia:[9] posee 4,5° de alcohol, su botella es de color verde y sus ingredientes son agua, cebada pura malteada, lúpulo y estabilizantes. De tipo Pilsen.
- Regional Light: posee 4° de alcohol, es botella transparente y sus ingredientes son agua, cebada malteada, cereales y lúpulo. Es la más suave de la línea.
- Regional Pilsen: posee 5° de alcohol, botella de color ámbar y sus ingredientes son agua, cebada malteada, cereales y lúpulo.
- Malta Regional: no posee grados de alcohol, es botella transparente y sus ingredientes son agua, cebada malteada, azúcar, cereales, lúpulo y dióxido de carbono.
- Cerveza Morena: posee 5° de alcohol, es botella transparente y su ingredientes son agua, cebada malteada, cereales, lúpulo y dióxido de carbono. Es de tipo Wiener Lager de color ámbar dorado.

## Plantas y centros de distribución
Planta Maracaibo
Con Planta Maracaibo se dio inicio a la empresa; tiene un área de 44 200 m² y se encuentra ubicada en el Municipio Los Haticos, a la orilla del Lago de Maracaibo, Estado Zulia. Eran los años 20 cuando comenzó la construcción; equipos y maquinarias fueron encargados a Alemania. La Planta –la procesadora de cerveza más antigua del país– inicia operaciones en 1929. 
Cuenta con equipos y maquinarias encargados desde Alemania en la década de 1920, cuyas "pailas" de cobre se conservan intactas en la actualidad, y sólo se han modificado en su interior, donde se realizan los procesos de maceración, filtrado y cocción.
En 2013 se instaló una nueva línea Krones de botellas No Retornables, la cual cuenta con una capacidad nominal de producción de 90.000 botellas por hora. También se dio inicio a una agresiva modernización de esta Planta en áreas de infraestructura y logística. En 2016 comenzó a operar una nueva planta de Tratamiento de Aguas Residuales. 
La Planta cuenta con cuatro líneas, donde se producen todas las marcas de cerveza en sus distintas presentaciones. Su capacidad de producción se ha expandido a 14 millones de litros por mes.
Planta Cagua

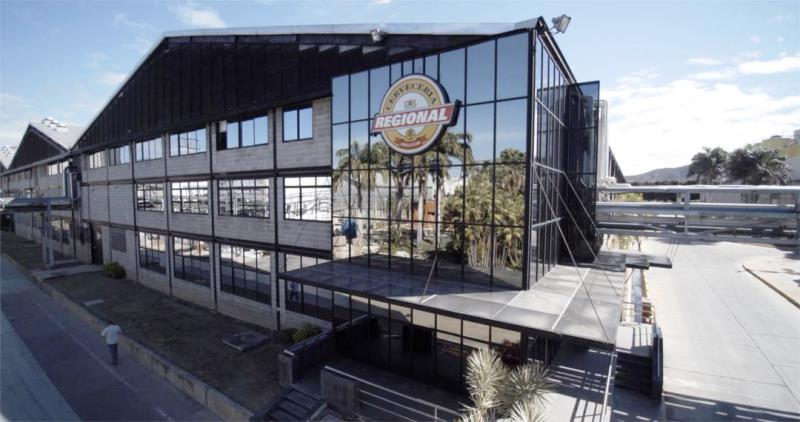
Fabrica Cagua en 2021.

En 1997 comenzó a operar en Cagua, Estado de Aragua la segunda planta de Cervecería Regional, una de las más modernas de América Latina en términos de diseño y tecnología, gracias a la cual el mercado de productos Regional se extendió por todo el territorio nacional.
Esta planta tiene un área de 167 100 m² y una capacidad de producción de 33 millones de litros por mes. Posee nueve líneas de producción, donde se elabora la malta y todas nuestras marcas de cerveza.
Desde 2012, la empresa mantiene un plan de inversión en Planta Cagua para adecuar su capacidad a los retos del mercado, como es la instalación de la Planta de Tratamiento de Aguas Residuales y la Planta de CO2, con una capacidad de generación de 1.000 Kilogramos por hora.
Centros de Distribución
Cervecería Regional cuenta con una red de distribución y comercialización compuesta por 41 Centros de Distribución (CEDIS) y 45 Macrodistribuidores aliados.